# Таранник, Ирина Владимировна
Ирина Владимировна Таранник (род. 12 октября 1985, Благовещенск) — российская актриса театра и кино. С 2007 года по настоящее время — одна из ведущих актрис Российского академического молодёжного театра (РАМТ).
Лауреат Театральной премии «Золотой лист». Лауреат Театральной премии газеты «Московский комсомолец» в номинации «Лучшая женская роль» за роль Любови Бакуниной в трилогии «Берег Утопии».

## Биография
Родилась 12 октября 1985 года в городе Благовещенск Амурской области. После развода родителей детство прошло в городе Красный Сулин Ростовской области в малообеспеченной семье, где не всегда хватало денег на еду; будущую актрису мама воспитывала одна. Ирина занималась в театральной школе, а в 9-м классе вместе с мамой переехала в Москву.
После школы год работала секретарём в агентстве недвижимости, затем успешно сдала экзамены сразу и в Щукинское, и в Щепкинское училище, выбрала Щепку. Наибольшее влияние на становление актрисы оказали театральные педагоги, актёры, режиссёры и наставники Виктор Коршунов, Лариса Гребенщикова, Алексей Бородин, Владимир Богатырёв.
В 2008 году окончила ВТУ им. М. С. Щепкина (курс В. Коршунова). Была награждена премией «Золотой лист» за роль в дипломном спектакле «Лето и дым».
С 2007 года — актриса РАМТа, одна из ведущих актрис труппы.
По состоянию на 2010 год была занята в семи постановках РАМТ. Среди заметных ролей, привлекших внимание прессы, — Любовь Бакунина в спектакле «Берег утопии» («Театральная премия МК» в категории «Начинающие») и главная роль Марии в премьере «Думайте о нас». По состоянию на 2023 год занята в пяти спектаклях РАМТ — «Горе от ума», «Чехов-GALA», «Нюрнберг», «Проблема».
Центральным событием в жизни актрисы стала главная роль в мистической остросюжетной мелодраме режиссёра Олега Филипенко «Я думал, ты будешь всегда» (2013) о любви, верности, изменах и запоздалом прозрении, вечных семейных ценностях, которые порой осознаются слишком поздно. Партнёром актрисы был Константин Милованов, который вёл нестандартный дуэт психологически точно и тонко. Съёмки фильма Первого канала проходили на территории Украины.
Очень люблю эту картину, но весь съёмочный процесс у меня были жуткие конфликты с режиссёром. Мы не сходились ни в чём. Я ужасно себя вела — так нельзя, но я не понимала, что происходит, и поэтому скандалила. Думала, что и в итоге получится ужасный фильм, но получилась интересная вещь. Я потом написала режиссёру, извинилась.
Ирина Таранник, 2021
С июля 2014 года — жена актёра Дениса Васильева (род. 1987). "Никогда не выйду замуж не по любви, и я согласна с Михаилом Бакуниным, который говорит: «Это насилие против внутренней жизни».
7 октября 2015 года родила дочь Таисию.

## Награды
Лауреат премии «Золотой лист». Лауреат «Театральной премии МК» в номинации «Лучшая женская роль» в категории «Начинающие»

## Роли в студенческом театре
- «Наш цирк» — Иллюзион
- 2007 — «Лето и дым» Теннесси Уильямса — Альма Уайнмиллер

## Роли в РАМТе
- 1989 — «Приключения Тома Сойера» Марка Твена. Режиссёр: Джон Крэнни — Сьюзен Харпер (ввод)
- 1999 — «Незнайка-путешественник» Носова. Режиссёр: Алексей Блохин — Ласточка (ввод)
- 2001 — «Принц и нищий» М. Твена. Режиссёр: Алексей Бородин — Елизавета (ввод)
- 2007 — «Берег утопии» 1 часть. Путешествие. Режиссёр: Алексей Бородин — Любовь Бакунина (Лауреат «Театральной премии МК» в номинации «Лучшая женская роль» в категории «Начинающие»)
- «Берег утопии». 3 часть. Выброшенные на берег. Режиссёр: Алексей Бородин — Терезина
- 2008 — «Красное и чёрное» Стендаля. Режиссёр: Юрий Ерёмин — Элиза, служанка
- 2010 — «Думайте о нас» Е.Клюева. Режиссёр: Владимир Богатырёв — Мария
- 2010 — «Чехов-GALA» Чехова. Режиссёр: Алексей Бородин — Дашенька («Свадьба»)
- 2010 — «Сентиментальные повести» Михаил Зощенко. Режиссёр: Рустем Фесак — Тамара
- 2012 — «Участь Электры» Юджин О'Нил. Режиссёр: Алексей Бородин — Хейзел
- 2013 — «Мушкетёры» А. Дюма. Режиссёр: Андрей Рыклин — Королева
- 2018 — «Последние дни» (по произведениям А. Пушкина, М. Булгакова и Б. Акунина). Режиссёр: Алексей Бородин — Гончарова
- 2019 — «Проблема» Тома Стоппарда. Режиссёр: Алексей Бородин — Хиллари[9][10]
- 2021 — «Горе от ума» А. Грибоедова. Режиссёр: Алексей Бородин — Софья[11][12]

## Роли в кино
- 2009 — «Сделать гейнер» — Мария
- 2009 — «Как же быть сердцу»
- 2010 — «Шахта. Взорванная любовь» — Ася
- 2011 — «Усадьба» — Сокольникова Глафира Андреевна
- 2011 — «Фурцева. Легенда о Екатерине» — Жизель
- 2011 — «Была тебе любимая» — Лена
- 2012 — «Кто, если не я?» — Варвара Епишева
- 2012 — «Майский дождь» — Ольга
- 2013 — «Человеческий фактор» — Анна Крымова
- 2013 — «Ой, ма-моч-ки!» — Елена Покровская
- 2013 — «Я думал, ты будешь всегда» — Мила
- 2013 — «Стройка» — Катя
- 2014 — «Дело Багатами» — Ольга Шаповалова
- 2015 — «Сельский учитель» — Валентина Николаевна Теплова
- 2016 — «Фото на недобрую память» — Маша Егорова
- 2016 — «Любовь как стихийное бедствие» — Ирина
- 2016 — «Судьба по имени любовь» — Людмила (Мила) Крылова
- 2016 — «Боль чужой потери» — Ксения Гальперина
- 2017 — «На краю любви» — Маша
- 2017 — «Я никогда не плачу» — Тина
- 2017 — «Калейдоскоп судьбы» — Ольга Вишневецкая
- 2018 — «Секрет Майя» — Наташа
- 2018 — «Лучше, чем люди» — Светлана Торопова
- 2018 — «Личные счёты» — Инна
- 2021 — «Хозяин» — Марина Ковалёва

## Рецензии
- Театрал, 11 февраля 2019. Ольга Егошина. История одного эксперимента. Пьесу Тома Стоппарда «Проблема» впервые поставили на российской театральной сцене
- Театрал, 1 февраля 2011. Полина Богданова. Как жениться на хозяйке козы. РАМТ обратился к гротесковому миру Зощенко
- Культура, 6 сентября 2018. Елена Федоренко, Виктория Пешкова, Денис Сутыка. Машков и Меньшиков возвращаются на сцену